# Bachbunge
Die Bachbunge (Veronica beccabunga), auch Bach-Ehrenpreis genannt, ist eine Pflanzenart in der Familie der Wegerichgewächse (Plantaginaceae).

## Beschreibung

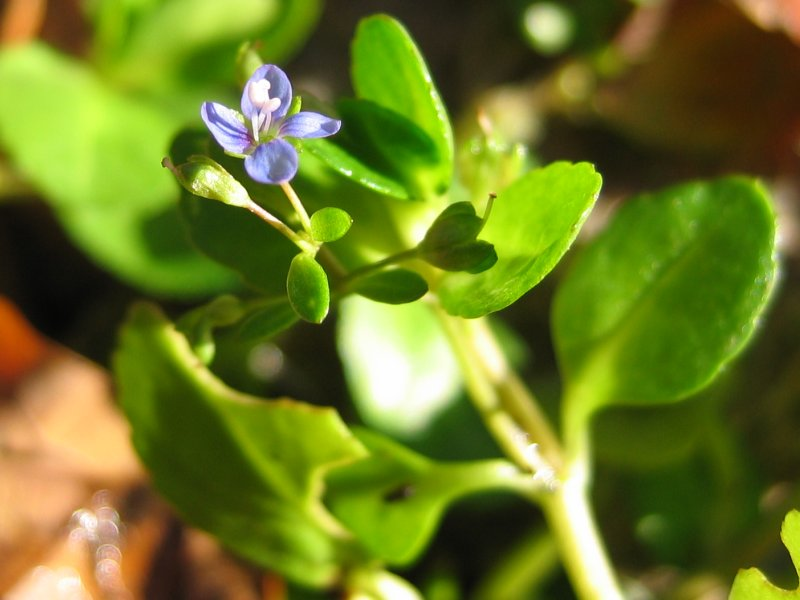
Bachbunge (Veronica beccabunga),
links unreife dunkelgrüne Kapselfrucht,
blaue Blüte rechts

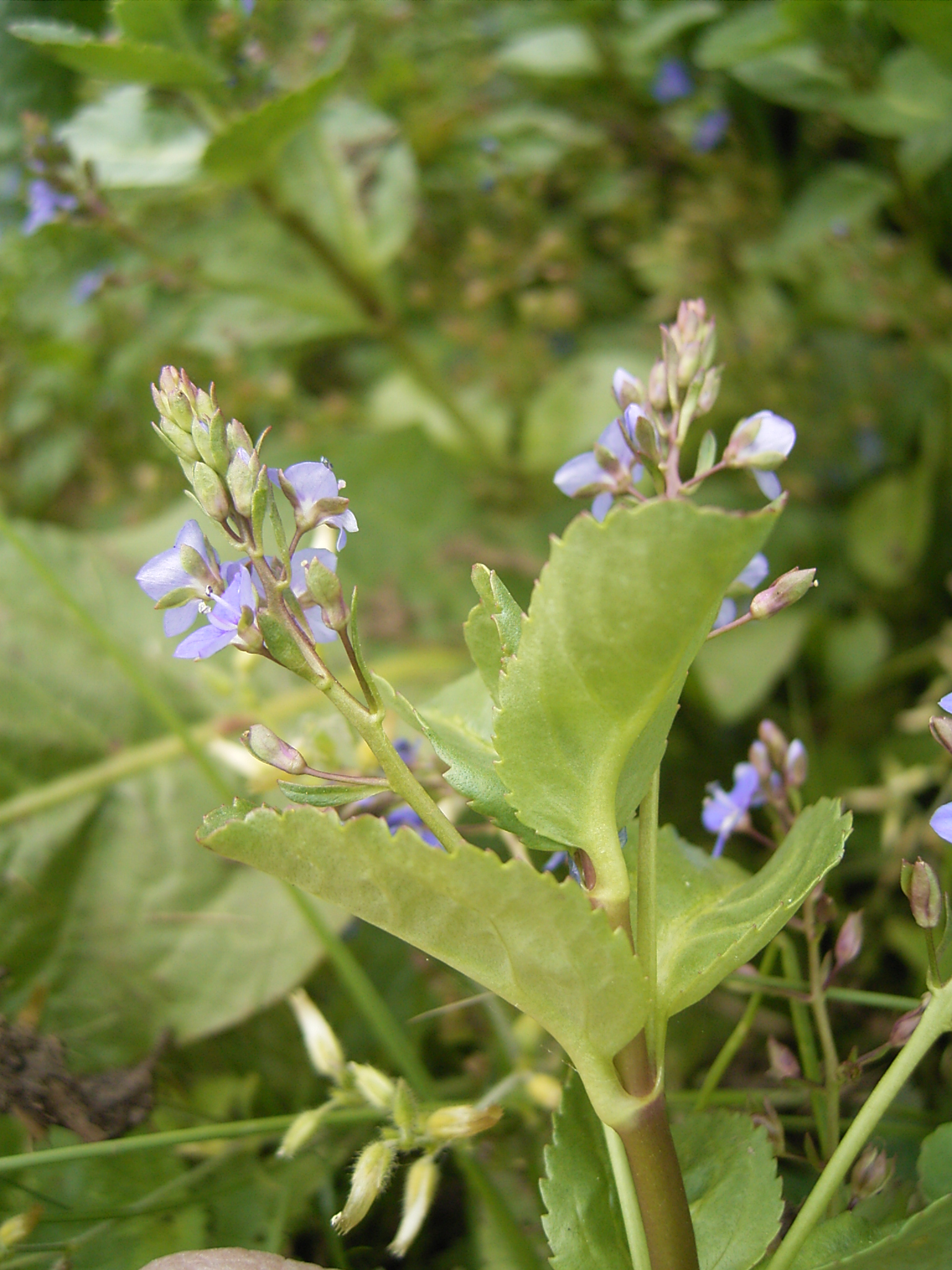
Gegenständige Laubblätter und Blütenstände

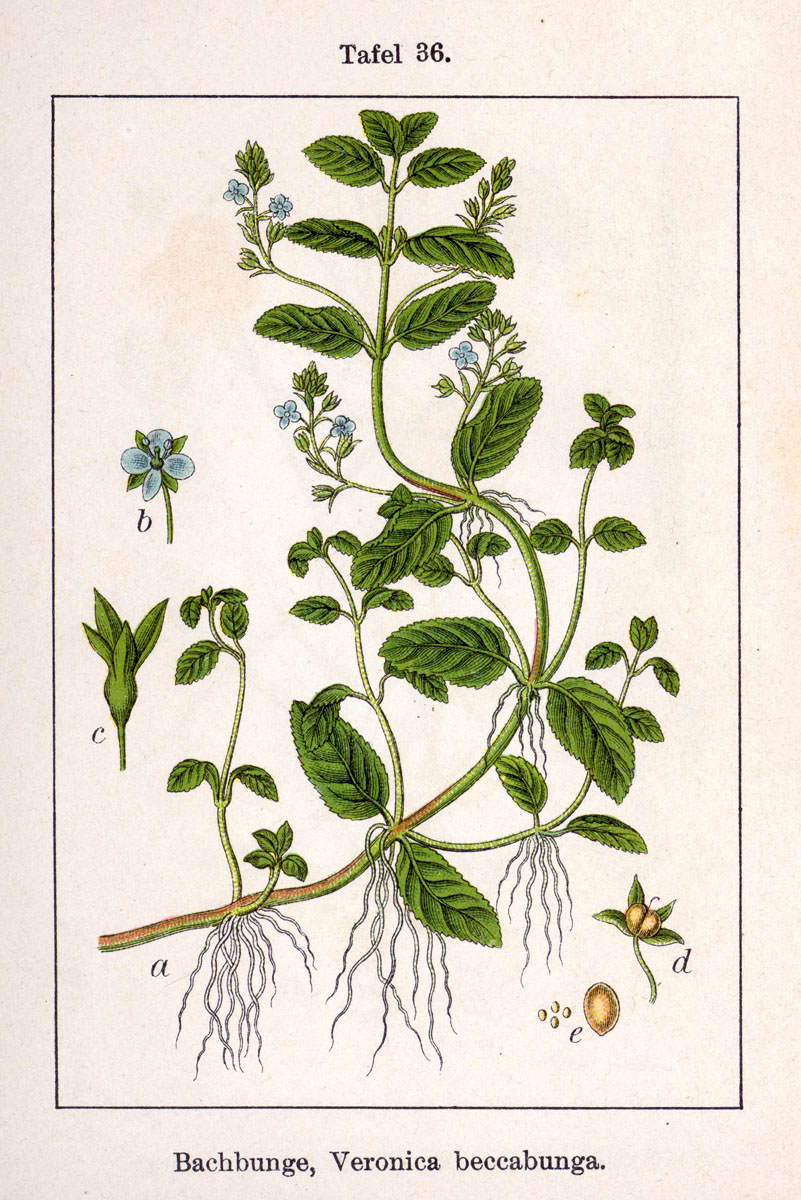
Illustration

### Vegetative Merkmale
Die Bachbunge ist eine mehrjährige krautige Pflanze, die Wuchshöhen von 30 bis 60 Zentimetern erreicht. Sie besitzt ein kriechendes Rhizom. Der zylindrische, fleischige Stängel ist hohl. Von den elliptischen, etwas fleischigen, vorne stumpfen, abgerundeten Laubblättern sind besonders die unteren gestielt. Der Blattrand ist gesägt.

### Generative Merkmale
Die traubigen Blütenstände entspringen den Blattachseln und enthalten 20 bis 25 Blüten. 
Kelch 4-teilig, in Frucht mehr oder weniger zurückgeschlagen. Die himmelblauen Blütenkronen haben einen Durchmesser von 5 bis 8 Millimetern, Blütenkrone radförmig, mit sehr kurzer Röhre, die 4 Kronzipfel fast gleich groß, der oberste etwas größer. Die 2 Staubblätter mit lang herausragenden Staubfäden. Der Fruchtknoten oberständig.
Die 3 bis 4 Millimeter großen Kapselfrüchte sind in ihrer Form mit Heidelbeeren zu vergleichen. Die plankonvexen Samen sind nur 0,6 Millimeter lang und 0,06 mg schwer.
Die Chromosomenzahl beträgt 2n = 18.

## Ökologie
Die Bachbunge ist eine ausdauernde, wintergrüne Sumpfpflanze mit am Grunde kriechenden, dann aufrechten Stängeln. Vegetative Vermehrung erfolgt durch oberirdische und unterirdische Ausläufer, die diese Pflanzenart zum Kriechpionier machen.
Blütenökologisch handelt es sich um vorweibliche „Nektar-führende Scheibenblumen“, die nur bei Sonne voll geöffnet sind. Bestäuber sind vor allem kleine Schwebfliegen, seltener Bienenverwandte. Es findet auch spontane Selbstbestäubung statt. Die Blütezeit reicht von Mai bis August.
Die Kapselfrüchte öffnen sich bei Feuchtigkeit, sind also hydrochas. Die Samen breiten sich als Regenschwemmlinge aus, im offenen Wasser und im Schlamm erfolgt auch Schwimmausbreitung, daneben erfolgt eine Ausbreitung als Wasserhafter und eine Zufallsausbreitung durch Wasservögel. Fruchtreife ist von August/September bis Oktober.
In Forellenbächen ist der Bach-Ehrenpreis eine beliebte Wasserpflanze. An den untergetauchten Pflanzenteilen leben verschiedene Larven. Wenn sich der Wasserstand verändert und die Pflanze im Wasser tief untergetaucht ist, überwintert sie. Meist steht die Bachbunge in Gewässern halbuntergetaucht.

## Vorkommen
Die Bachbunge tritt in weiten Teilen Europas, in den gemäßigten Zonen Asiens, in Indien, Pakistan, Nepal, Äthiopien, in Nordafrika und auf den Kanaren auf. Sie kommt in Wassergräben, Quellen und Bächen, auch am Ufer von Seen und Teichen vor und bevorzugt kühle Gewässer.
In Österreich tritt sie in allen Bundesländern in der collinen bis subalpinen Höhenstufe an Quellfluren, Bächen, in Gräben und im Saum fließender Gewässer häufig auf. Sie ist in Mitteleuropa eine Charakterart des Verbands Sparganio-Glycerion. Sie kommt auch in einer Form Veronica beccabunga fo. submersa Glück unter der Wasseroberfläche bis zu 2 Meter Wassertiefe im Verband Ranunculion fluitantis vor. In den Allgäuer Alpen steigt die Bachbunge im Tiroler Teil am Südfuß der Sefenspitze bis in eine Höhenlage von 1900 Meter auf.

## Systematik
Die Erstveröffentlichung von Veronica beccabunga erfolgte 1753 durch Carl von Linné.
Von Veronica beccabunga gibt es drei Unterarten:
- Veronica beccabunga L. subsp. beccabunga: Sie kommt in Mittel-, Süd-, Ost- und Nordeuropa vor, auf den Kanaren, in Nordafrika und in Äthiopien vor.[6][4]
- Veronica beccabunga subsp. abscondita M.A.Fisch.: Sie kommt in der Türkei, in Armenien,[6] im Kaukasusraum, im Irak, Libanon und Iran vor.[4]
- Veronica beccabunga subsp. muscosa (Korsh.) Jelen.: Sie kommt in Indien, Pakistan, Nepal, in West- und Zentralasien, in China und in der Mongolei vor.[4]

## Verwendung
Als Salat gelten die frischen Stängel und Blätter als verdauungsfördernd, sie enthalten viel Vitamin C und können auch zu einem (bitteren) Gemüse verkocht werden. Bachbungen-Ehrenpreis enthält Gerbstoffe, Glykoside und Flavonoide. Ihm wird eine harntreibende und hautstimulierende Wirkung nachgesagt.
Emil Adolf Roßmäßler empfahl 1857 Veronica beccabunga zur Einrichtung eines der heimischen Natur nachempfundenen Aquariums.